# Танталова пещера
Танта́лова пеще́ра (нем. Tantalhöhle, Tanntalhöhle) — самая протяжённая и самая известная пещера в горах Hagengebirge (нем. Hagengebirge), расположена в Зальцбургских Альпах, в Австрии.
Образована в результате карстовых процессов в известняком триасе. Вход расположен высоко вверху и в настоящее время общая протяжённость пещеры оценена примерно в 34 км, тогда как глубина её составляет до 440 метров. Пещера открыта в 1947 году зальцбургским ювелиром и спелеологом Альфредом Коппенвальнером.

## Этимология
Название происходит не от одноимённого химического элемента, а по названию окружающих вход деревьев, которые когда-то стояли там. Этот район известен со времён Австро-Венгерской монархии, когда чешские картографы описывали названия окрестностей со слов местного населения, а потому звукоподражательная запись делалась максимально правильно. Тем не менее, название Танталовой пещеры используется много десятилетий и спелеологи называют её просто Танталовой.

## Открытие
Пещера Scheukofen (нем. Scheukofen) является одной из наиболее известных в горе Hagengebirge. Вход в неё находится в пограничном слое между Dolomit (нем. Dolomit) и Dachsteinkalk (нем. Dachsteinkalk), двумя скалами, составляющими гору Hagengebirge. Зальцбургский спелеолог Альфред Коппенвальнер предположил, что в пограничном слое могут быть входы и в другие пещеры. Поcле окончания Второй мировой войны он решил предпринять исследования и после нескольких дней восхождения и поиска обнаружил вход в Танталову пещеру.